# František Šafránek
František Šafránek (2. ledna 1931 – 27. června 1987) byl český fotbalista, československý reprezentant, držitel bronzové medaile z Mistrovství Evropy ve fotbale 1960 a účastník dvou mistrovství světa – ve Švýcarsku 1954 a ve Švédsku 1958.
Za československou reprezentaci odehrál 22 zápasů a vstřelil jeden gól (v kvalifikačním utkání na mistrovství světa 1954 proti Rumunsku). 1. ligu hrál za Spartu Praha (tehdy nesoucí název Spartak Sokolovo), a to v letech 1949–1952, a poté za Duklu Praha (1952–1966), s níž získal sedm titulů mistra republiky (1953, 1956, 1958, 1961, 1962, 1963, 1964) a jeden Československý pohár (1961). Zemřel přímo na fotbalovém hřišti, na srdeční kolaps během zápasu staré gardy Dukly.